# Llano Nuevo de la Cruz
Llano Nuevo de la Cruz är en ort i Mexiko.   Den ligger i kommunen San José Tenango och delstaten Oaxaca, i den sydöstra delen av landet, 300 km sydost om huvudstaden Mexico City. Llano Nuevo de la Cruz ligger 1 209 meter över havet och antalet invånare är 123.
Terrängen runt Llano Nuevo de la Cruz är kuperad västerut, men österut är den bergig. Runt Llano Nuevo de la Cruz är det ganska tätbefolkat, med 104 invånare per kvadratkilometer. Närmaste större samhälle är Isla Soyaltepec, 18,9 km öster om Llano Nuevo de la Cruz. I omgivningarna runt Llano Nuevo de la Cruz växer i huvudsak städsegrön lövskog.